# Pita Limjaroenrat
Pita Limjaroenrat, född 5 september 1980, är en thailändsk affärsman och politiker. Han är ledamot av representanthuset i Thailand och ledare för partiet Move Forward.
Pitas parti blev det största partiet i 2023 års allmänna val och fick 151 mandat. Man bildade en koalition med åtta partier och Limjaroenrat aviserade sin kandidatur till posten som Thailands nya premiärminister. Efter den första omröstningen 13 juli 2023 saknades 51 röster för att han skulle vinna kandidaturen. Den 19 juli suspenderades han tillfälligt från posten som parlamentsledamot efter en dom i Thailands författningsdomstol. Som domskäl angavs att han fortfarande hade aktier i den nedlagda TV-kanalen ITV, aktier som han ärvt av sin far. En andra nominering till premiärministerposten samma dag blockerades av parlamentet.